# Georg Hartl
Georg Hartl (* 1929; † 1978) war ein deutscher Schauspieler.

## Filmographie
als Schauspieler
- 1959–1977: Der Komödienstadel:
  - 1959: Der zerbrochene Kruag
  - 1959: Folge 2 als Hausl des Komödienstadels
  - 1961: Der Zigeunersimmerl
  - 1962: Graf Schorschi
  - 1963: Der Schusternazi
  - 1963: Der Geisterbräu
  - 1964: Die Tochter des Bombardon
  - 1964: Wenn der Hahn kräht
  - 1965: Die Stadterhebung
  - 1967: Krach um Jolanthe
  - 1969: Das Wunder des heiligen Florian
  - 1970: Der Ehrengast
  - 1971: Der Ehestreik
  - 1973: Die drei Dorfheiligen
  - 1975: Der Bauerndiplomat
  - 1975: Thomas auf der Himmelsleiter
  - 1976: Herz am Spieß
  - 1977: St. Pauli in St. Peter
- 1962: Das Wunderkind Europas
- 1965: Der alte Feinschmecker
- 1966: Der Glückstopf
- 1967: Pechvogel – Ein Spectaculum für große und kleine Leute
- 1968: Der holledauer Schimmel
- 1969: Sturm im Wasserglas
- 1970: Der Hirte Manuel
- 1970: Königlich Bayerisches Amtsgericht
- 1970: Der Ehrengast
- 1972: Die Lokalbahn
- 1973: Die kleine Welt
- 1976: Zickelbach & Co.

als Produzent:
- 1974: Die Reform
- 1975–1977: Der Komödienstadel:
  - 1975: Thomas auf der Himmelsleiter
  - 1976: Herz am Spieß
  - 1977: St. Pauli in St. Peter[1][2][3][4]